# Enebeli Elebuwa
Enebeli Elebuwa (1947–2012) fue un actor nigeriano.

## Biografía
Elebuwa nació en el Estado del Delta, proveniente de la tribu ukwuani. Su carrera como actor se desarrolló entre las décadas de 1980 y 2010, registrando sus últimas apariciones en el año 2011.
El actor sufrió un accidente cerebrovascular grave y fue llevado al extranjero para recibir tratamiento médico. Murió a los 66 años en un hospital de la India el 5 de diciembre de 2012. Sus restos descansan en el cementerio Victoria Court de Lagos.

## Filmografía
- Royal War
- Bent Arrows
- Against my Blood
- A Prize to Pay
- City of Kings
- Last Dance